# Malky Mackay
Malky Mackay (Bellshill, 19 febbraio 1972) è un allenatore di calcio ed ex calciatore scozzese, di ruolo difensore.

## Carriera

### Calciatore

#### Nazionale
Il 28 aprile 2024, all'età di 32 anni, esordisce con la Scozia nell'amichevole persa 1-0 contro la Danimarca.

### Allenatore
Dal 2009 al 2011 ha allenato il Watford, in Football League Championship, ottenendo un 16º ed un 14º posto.
Il 17 giugno 2011 ha firmato un contratto di tre anni con i gallesi del Cardiff City, che nel 2012 ha portato alla finale di League Cup, poi persa ai rigori contro il Liverpool. Nella stagione 2012-2013 ha guidato i Bluebirds alla loro prima storica promozione in Premier League, vincendo il campionato di seconda divisione. Il 27 dicembre 2013 è stato esonerato dal nuovo proprietario malese del Cardiff City, Vincent Tan, con la squadra che si trovava all'ultimo posto in classifica.
Il 19 novembre 2014 ha sostituito Uwe Rösler alla guida tecnica del Wigan. Tre giorni più tardi ha debuttato sulla panchina dei Latics, pareggiando per 1-1 contro il Middlesbrough al DW Stadium. Il 6 aprile 2015, in seguito alla sconfitta casalinga per 0-2 contro il Derby County, è stato sollevato dall'incarico a causa dei pessimi risultati conseguiti dalla squadra, bloccata al penultimo posto in classifica a sole cinque giornate dal termine; a fine stagione il Wigan è retrocesso in League One.

## Statistiche

### Cronologia presenze e reti in Nazionale
| Cronologia completa delle presenze e delle reti in nazionale ― Scozia | Cronologia completa delle presenze e delle reti in nazionale ― Scozia | Cronologia completa delle presenze e delle reti in nazionale ― Scozia | Cronologia completa delle presenze e delle reti in nazionale ― Scozia | Cronologia completa delle presenze e delle reti in nazionale ― Scozia | Cronologia completa delle presenze e delle reti in nazionale ― Scozia | Cronologia completa delle presenze e delle reti in nazionale ― Scozia | Cronologia completa delle presenze e delle reti in nazionale ― Scozia |
| Data                                                                  | Città                                                                 | In casa                                                               | Risultato                                                             | Ospiti                                                                | Competizione                                                          | Reti                                                                  | Note                                                                  |
| --------------------------------------------------------------------- | --------------------------------------------------------------------- | --------------------------------------------------------------------- | --------------------------------------------------------------------- | --------------------------------------------------------------------- | --------------------------------------------------------------------- | --------------------------------------------------------------------- | --------------------------------------------------------------------- |
| 28-4-2004                                                             | Copenaghen                                                            | Danimarca                                                             | 1 – 0                                                                 | Scozia                                                                | Amichevole                                                            | -                                                                     |                                                                       |
| 27-5-2004                                                             | Tallinn                                                               | Estonia                                                               | 0 – 1                                                                 | Scozia                                                                | Amichevole                                                            | -                                                                     |                                                                       |
| 30-5-2004                                                             | Edimburgo                                                             | Scozia                                                                | 4 – 1                                                                 | Trinidad e Tobago                                                     | Amichevole                                                            | -                                                                     | 85’                                                                   |
| 3-9-2004                                                              | Valencia                                                              | Spagna                                                                | 1 – 1                                                                 | Scozia                                                                | Amichevole                                                            | -                                                                     |                                                                       |
| 8-9-2004                                                              | Glasgow                                                               | Scozia                                                                | 0 – 0                                                                 | Slovenia                                                              | Qual. Mondiali 2006                                                   | -                                                                     |                                                                       |
| Totale                                                                |                                                                       | Presenze                                                              | 5                                                                     |                                                                       | Reti                                                                  | 0                                                                     |                                                                       |

## Palmarès

### Giocatore

#### Competizioni nazionali
- Football League Championship: 1

Cardiff City: 2012-2013